# Шахин
Шахин (перс. شاهین /Шау-хин/ „сиви соко“, у грч. изворима Σαὴν /Сахин/; умро 626) је био персијски војсковођа који се истакао у великом рату против Византије.
О његовој младости готово ништа да се не зна. Као што је речено, узео је учешћа у великом рату између Византије и Персије у ком је с почетка оперисао врло успешно. Направио је пробој на јерменском фронту 608. или 609. и том приликом заузео Теодосиопољ. Под његовом командом Персијанци су продрли у Малу Азију, заузели Цезареју у Кападокији и наставили даље с освајањима. Међутим, њихова контрола над Малом Азијом била је прилично површна, премда је сама појава персијске војске код Халкедона 614. или 615. изазвало у византијској престоници пометњу. Током 615. водио је са Ираклијем мировне преговоре, који, међутим, нису уродили плодом. Када је Ираклије кренуо у офанзиву 622, Шахин је узалуд покушавао да уништи његове трупе. Поражен је заједно са другим персијским војсковођама 625, пошто је Ираклије у неколико наврата задао Персијанцима пораз. 
Године 626. опседнут је Цариград. Шахинов задатак био је да спречи Ираклијеве трупе и ако је могуће да их уништи, док је Шахрбаразов био да уз помоћ аварско-словенске војске освоји престоницу на Босфору. Међутим, византијска флота је спречавала Персијанцима да пређу на другу страну, а са друге стране Авари нису могли да заузму јака константинопољска утврђења те су се на крају повукли. Шахин, коју је предводио војску која је вероватно бројала до 50.000 људи, претрпео је пораз највероватније у јулу 626. по свој прилици близини Сатале од Ираклијевог брата Теодора. Недуго потом је преминуо. Хозроје, који је увек гајио неповерење у своје људе и то сигурно не без разлога, морао је бити толико ван себе када ни мртвом Шахину није дао мира: оскрнавио је његов леш на најсуровије могући начин.